# Hoverlloyd
Hoverlloyd Ltd var ett mellan Svenska Lloyd och Svenska Amerikalinjen samägt bolag, ursprungligen med namnet Cross-Channel Hover Services Ltd, som år 1966 inledde svävartrafik mellan Ramsgate i England och Calais i Frankrike. år 1976 övertogs verksamheten i dess helhet av Broströmskoncernen. År 1982 gick bolaget ihop med den dittills konkurrerande svävaroperatören Seaspeed, varvid bolaget Hoverspeed bildades.